# Rancho las Moras, delstaten Mexiko
Rancho las Moras är en ort i kommunen Tejupilco i delstaten Mexiko i Mexiko. Samhället hade 149 invånare vid folkräkningen 2020.